# Hartwig Hamer
Hartwig Hamer (* 4. Juli 1943 in Schwerin) ist ein deutscher Maler und Grafiker.

## Leben und Werk
Hartwig Hamer war das vierte und jüngste Kind des aus Ostholstein stammenden Postbeamten Karl Hamer (1891–1966) und dessen Frau Liesbeth, geb. Viehstädt (1907–1986). Von 1949 bis 1959 besuchte Hamer gemeinsam mit seinem 14 Monate älteren Bruder, dem späteren Publizisten Detlef Hamer in Schwerin zunächst die Heinrich-Heine-Schule und ab 1957 die Theodor-Körner-Schule, die er nach der 10. Klasse mit dem Zeugnis der mittleren Reife beendete. Dort erhielt er erste künstlerische Anregungen durch Rudolf Gahlbeck. Von 1959 bis 1962 machte Hamer eine Lehre als Schrift- und Plakatmaler, und von 1962 bis 1966 studierte er Kunsterziehung und Germanistik an der Pädagogischen Hochschule Erfurt. Seine Abschlussarbeit befasste sich mit dem Werk von Hans Theo Richter, von dem er wesentliche Impulse für seinen eigenen ästhetischen Ausdruck aufnahm.
Ab 1966 arbeitete Hamer als Lehrer in Lalendorf und von 1969 bis 2004 als Kunsterzieher in Schwerin. Von 1970 bis 1981 führte er einen intensiven und für ihn künstlerisch anregenden Briefwechsel mit Gerhard Marcks, mit dem er 1973 in Berlin auch eine persönliche Begegnung hatte. Studienreisen führten ihn u. a. nach Ungarn, in die damalige CSSR und die Sowjetunion.
Hamer lebt und arbeitet als freischaffender Maler und Grafiker in Schwerin. Er war bis 1990 Mitglied des Verband Bildender Künstler der DDR und in der DDR neben Einzelausstellungen auf einer bedeutenden Anzahl von zentral oder regional wichtigen Ausstellungen vertreten.
Arbeiten Hamers befinden sich u. a. im Kupferstichkabinett und in der Nationalgalerie Berlin, im Museum der bildenden Künste Leipzig, in der Kunsthalle Bremen der Kunsthalle Rostock, im Otto-Dix-Haus Gera, in der Kulturstiftung Rügen und im Staatlichen Museum Schwerin.

## Mitgliedschaften
- 1981–1990 Mitglied im Verband Bildender Künstler der DDR
- Seit 1990 Mitglied im Künstlerbund Mecklenburg/Vorpommern e. V.

## Ehrungen
- 2023: Friedrich-Schlie-Preis für Zeichnungen des Schweriner Kunst- und Museumsvereins

## Rezeption
„Es ist Hartwig Hamer in meinen Augen tatsächlich das geworden, was Gerhard Marcks einst von ihm erhoffte, nämlich ein Bildner und Deuter des in der Natur (auch der menschlichen) uns umgebenden und begegnenden Geheimnisses … er sucht im Sichtbaren das Unsichtbare.“

## Werke (Auswahl)
- Baumreihe bei Hundorf. (Federzeichnung, Tusche; 1979; im Bestand des Otto-Dix-Hauses Gera)[4]
- Dämmerung an der Küste. (Zeichnung, Wasserfarbe, Spritztechnik, Pinsellithographie; 1979; im Bestand des Otto-Dix-Hauses Gera)[4]
- Große Regenlandschaft. (Aquarell, 1993; im Bestand des Staatlichen Museums Schwerin)[5]
- Licht und Landschaft. (Sechs Originalradierungen und ein Begleittext von Detlef Hamer), Elmar Faber; Konrad Reich (Hrsg.), (= Drucke der Sisyphos-Presse; 18), Faber & Faber, Leipzig 2008, ISBN 978-3-86730-081-0.

Buchillustrationen (Auswahl)
- Fritz Meyer-Scharffenberg: Boddengeflunker. Neun Geschichten aus dem Nachlaß. Hinstorff Verlag, Rostock 1978
- Helmut H. Schulz: Meschkas Enkel. Drei Erzählungen. Hinstorff Verlag, Rostock 1982
- Helmut H. Schulz: Dame in Weiß. Hinstorff Verlag, Rostock 1982
- Richard Wossidlo: Rimels. Hinstorff Verlag, Rostock 1985
- Christa Wolf: Sommerstück. Aufbau-Verlag, Berlin und Weimar 1989
- Fritz Meyer-Scharffenberg: Wismar, die Insel Poel und der Klützer Winkel. Hinsdorff Verlag, Rostock, 1990. ISBN 3-356-00340-2

## Einzelausstellungen (Auswahl)
- 1968 Schwerin, Staatliches Museum
- 1975 Ahrenshoop, Bunte Stube
- 1976 Bantikow, Schloss Bantikow
- 1977 Leipzig, Galerie am Sachsenplatz
- 1978 Dresden, Galerie Comenius
- 1980 Wittenberge, Galerie Steintor
- 1981 Leipzig, Klubgalerie des G.-W.-Leibniz-Klubs
- 1982 Bremen, Gerhard-Marcks-Haus
- 1984 Rostock, Galerie am Boulevard (mit Matthias Jaeger und Wolfgang Reinke)
- 1987 Görlitz, Galerie am Schönhof
- 1988 Schwerin, Galerie am Dom
- 1990 Hamburg, Galerie Blänsdorf
- 1991 Halle, Burggalerie
- 1993 Schwerin, Staatliches Museum
- 1994 Güstrow, Schloss Güstrow
- 1996 London, Galerie Cadogan Contemporary
- 1997 Kiel, Hermann-Ehlers-Akademie
- 1998 Berlin, Galerie Sophien-Edition
- 1999 Bade Arolsen, Schloss Arolsen (mit Gerhard Kettner und Werner Stötzer)
- 2000 Greifswald, Neue Greifengalerie
- 2001 Lübeck, Kunsthaus Lübeck
- 2002 Berlin, Galerie Forum Amalienpark
- 2003 Ahrenshoop, Neues Kunsthaus Ahrenshoop (mit Jo Jastram)
- 2004 Berlin, Galerie Sophien-Edition (mit Wolfgang Kuhle)
- 2006 Teterow, Galerie am Kamp (mit Martin Möhwald)
- 2007/2008 Bad Steben, Grafik Museum Stiftung Schreiner (mit Annelise Hoge und Christine Stäps)
- 2008 Rostock, Petrikirche zu Rostock
- 2009 Berlin, Modern Art Gallery Berlin
- 2013 Ahrenshoop, Dornenhaus
- 2014 Teterow, Galerie Am Kamp (mit Wolfgang Kuhle)
- 2023 Ahrenshoop, Kunstmuseum